# Galaxy (Magazin)

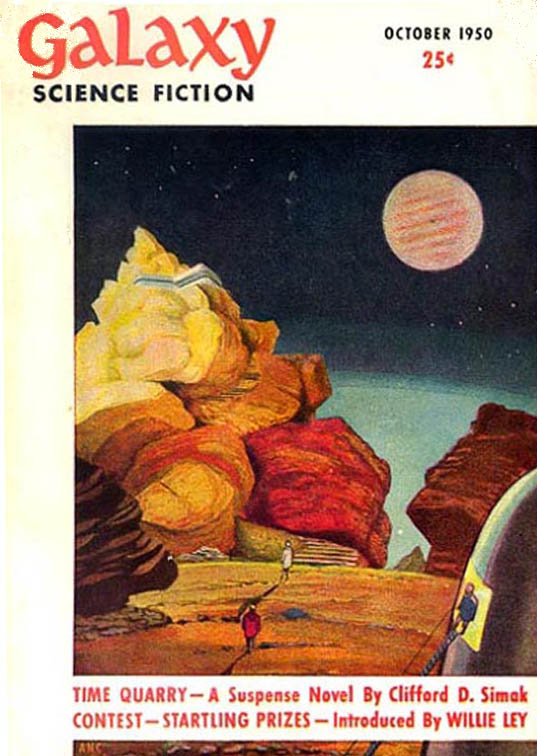
Titelseite der ersten Galaxy-Ausgabe

Galaxy war ein US-amerikanisches Science-Fiction-Magazin, das zwischen 1950 und 1980 erschien. Die Reihe erschien bis 1958 monatlich, später zweimonatlich und zum Schluss nur noch unregelmäßig, bis sie 1980 eingestellt wurde.
E. J. Gold, der Sohn des ersten Herausgebers, versuchte 1994/95 eine Neuauflage, war damit jedoch nicht erfolgreich. Originalausgaben von Galaxy erzielen heute auf dem einschlägigen Markt zum Teil hohe Preise.
Science-Fiction im „Goldenen Zeitalter“ zwischen den zwei Weltkriegen befasste sich vorwiegend mit technisch-wissenschaftlichen Themen. Es ist daher nicht verwunderlich, dass Science-Fiction-Geschichten zuerst in Radio-, Elektronik- und Bastlerzeitschriften erschienen. Erst ab den 1930er Jahren konnten sich eigenständige Magazine, wie zum Beispiel Amazing Stories, Astounding, Science Wonder Stories, auf dem Markt etablieren. Nach dem minderwertigen Papier (pulp), auf dem sie gedruckt waren, erhielten sie den Namen Pulp-Magazine. Sie überlebten den Zweiten Weltkrieg nicht.
1950 erschienen etwa gleichzeitig zwei neue Magazine auf dem US-amerikanischen Markt: The Magazine of Fantasy & Science Fiction und Galaxy, die sich im Gegensatz zu den Vorkriegsveröffentlichungen auch mit der sogenannten Soft-Science, mit Themen der Psychologie, der Philosophie und aus den Sozialwissenschaften befassten.
Erster Herausgeber von Galaxy war Horace L. Gold, in dessen Verlag so berühmte Bücher wie Fahrenheit 451 von Ray Bradbury oder Tiger! Tiger! von Alfred Bester erstmals gedruckt worden waren. Daher konnte Gold auch die besten SF-Autoren für sein Magazin gewinnen. Gleich in der ersten Ausgabe erschienen Geschichten von so etablierten Autoren wie Isaac Asimov, Clifford D. Simak, Richard Matheson und Theodore Sturgeon. Galaxy wurde auch ein Sprungbrett für viele später sehr bekannte Science-Fiction-Schriftsteller wie Alfred Bester, der hier 1952 seinen preisgekrönten Klassiker The Demolished Man als Fortsetzungsroman veröffentlichte.

## Herausgeber
- Horace L. Gold (1950–1961)
- Frederik Pohl (1961–1969)
- Ejler Jacobsson (1969–1974)
- James Baen (1974–1977)
- John J. Pierce (1977–1979)
- Hank Stine (1979)
- Floyd Kemske (1980)
- E. J. Gold (1994–1995)

## Deutsche Ausgaben
1958/59 erschien eine deutsche Heftversion namens Galaxis – Geschichten aus der Welt von Morgen! im Arthur Moewig Verlag, München, mit insgesamt 15 Ausgaben.
Im Heyne Verlag erschien von 1965 an eine deutsche Edition in Taschenbuchform, die aber schon nach 14 Ausgaben im Jahr 1970 wieder eingestellt wurde. Herausgeber war Walter Ernsting, ab Band 10 gemeinsam mit Thomas Schlück.